# Saddique Boniface
Abu-Bakar Saddique Boniface (auch: Abubakar Saddique Boniface) (* 14. November 1960) ist ein führender Politiker in Ghana. Er war zwischen 2005 und Juli 2007 Minister für Jugend, Arbeitskräfte und Arbeit (Manpower, Youth and Employment). Aufgrund einer Regierungsumbildung wechselte Boniface im August 2007 als Minister in das Ministerium für Wasserressourcen, öffentliche Arbeiten und Wohnungswesen. 

## Ausbildung
Boniface besuchte die Navrongo Secondary School und später die Tamale Secondary school in der Northern Region. An der Kwame Nkrumah University of Science and Technology, (KNUST) in Kumasi, Ghana studierte Boniface Sozialwissenschaft und Technik.
Im Jahr 1985 erhielt er in Sozialwissenschaften und Technologie den Abschluss Bachelor und hielt sich für weiterführende Studien in Großbritannien auf. Hier machte er unter anderem folgende Abschlüsse:
- Master in Internationaler Wirtschaft an der Universität von Essex (1993),
- Zertifikat im Internationalen Bankwesen (International Banking Certificate) an der Midlandbank (Midland Bank)in Exeter (1994)
- MBA in Finanzmanagement (Financial Management) an der Universität von Exeter (1998).

## Mitgliedschaften
Boniface war Mitglied im Gonja Youth Club, in dem er eine Reihe von Aufgaben übernommen hat. Ferner war er in der Vergangenheit Präsident des Environmental Green leaf Club (Salaga), sowie Präsident in der Northern Student Union (UST), (1984).

## Karriere
Boniface war in verschiedenen Finanzkomitees tätig.
Im Finanzministerium war er als Senior Economic Officer tätig. Im Ministerium für Handel und Industrie war er stellvertretender Minister in der Abteilung Industrie. Ebenfalls im Ministerium für Tourismus und Modernisation der Hauptstadt war er Stellvertreter des Ministers.
Boniface war Minister der Northern Region, bevor er in sein heutiges Tätigkeitsfeld als Minister für Jugend, Arbeitskräfte und Arbeit wechselte.
In vielen parlamentarischen Arbeitskreisen und Komitees hat er in den Bereichen Finanzen, Haushalt, Straßen, Transport und Auswärtige Angelegenheiten Aufgaben wahrgenommen.
Zwischen 2001 und 2003 war Boniface Vizeminister für Handel und Industrie. Er wechselte dann zwischen 2003 und 2005 als Vizeminister in das Ministerium für Tourismus und Modernisierung der Hauptstadt. Im Jahr 2005 wurde er Minister im Ministerium für Arbeitskräfte, Jugend und Beschäftigung (später umbenannt in Minister für berufliche Ausbildung und Beschäftigung). Am 1. August 2007 folgte Boniface als Minister seinem Amtsvorgänger Hackmann Owusu Agyemang in das Ministerium für Wasserressourcen, öffentliche Arbeiten und Wohnungswesen. Agyemang trat zurück, um als Kandidat der Präsidentschaftswahlen 2008 antreten zu können.

## Publikationen
- Rural Housing Problems in Ghana (A case study of Kpandai)
- The Role of Foreign Aid in Structural Adjustment Programme (Ghana as case study)
- A Review of UK Retail Banking Industry and Performance Evaluation of Three Retail Banks

## Familie
Boniface ist verheiratet und hat drei Kinder.